# Notiospathius ugaldei
Notiospathius ugaldei är en stekelart som beskrevs av Marsh 2002. Notiospathius ugaldei ingår i släktet Notiospathius och familjen bracksteklar. Inga underarter finns listade i Catalogue of Life.